# Замок Шашвар
Замок Шашвар (Інша назва замку — «Тісашашвар») — одне з найменш вивчених укріплень Закарпаття, руїни якої розташовані в селі Тросник Виноградівського району Закарпатської області, що існувало з X по XIII століття.

## Історія
Замок було зведено, очевидно, в X—XI століттях, у період зародження Угорської держави. Вважається, що саме тут міг перебувати найперший центр однієї з областей Угорщини — Угочанської жупи. У відомій хроніці «GestaHungarum» угорського літописця Аноніма згадується якась «Угоча», яку найчастіше пов'язують з Севлюш (нині — Виноградів), однак фактично точно прив'язати цей топонім до якогось певного місця в наші дні складно. Тому окремі дослідники припускають, що центром Угочі (за умови, що згадана у Аноніма «Угоча» — це саме район / область, а не поселення) на ранньому етапі міг бути Шашвар. Можливо, тільки після руйнування Шашвар адміністративний центр району перенесли в Севлюш.
Скоріше всього, в 1241 році, під час монголо-татарської навали Батия укріплення Шашвар припинило своє існування і більше не відновлювалося.
Археологічні дослідження та розкопки Шашвара не проводились.

## Розташування і план замку
Точне місце розташування замку невідоме. Очевидно, він був зведений на правому березі р. Тиси, на південний захід від нинішнього міста Виноградів на Закарпатті. Ймовірно, замок знаходився в районі нинішнього села Тросник. З угорської мови, якраз слово «тросник (очерет)» — перекладається, як «Шашвар», де «Шаш» («sás») — це осока / очерет, а «вар» («vár») — це «замок» . В угорських джерелах це поселення відоме під назвою «Тісашашвар» (Тиса + осока / очерет + замок).
Деякі дослідники вважають, що присутність «тростини» у назві замку вказує на те, що її якимось чином використовували як будівельний матеріал, інші — вказують на прибережне або навіть острівне положення укріплення.

## Замок Шашвар в Угорщині
Замок Шашвар розташований за 20 кілометрів від містечка Матрахаз в Угорщині. Замковий комплекс складається з декількох будівель та парку біля річки Тарна.